# Катастрофа в Куррьере
Катастрофа в Куррьере — самая крупная авария на шахтах Европы. Произошла 10 марта 1906 года на угольных шахтах, расположенных между коммунами Куррьер и Ланс, во Франции. По официальными данными, погибло 1099 человек из, приблизительно, 1800 горняков, но из-за присутствия нештатных рабочих, число жертв, возможно, достигло около 1200 человек.

## Причина и последствия
Взрыв рудничного газа повлёк взрыв каменноугольной пыли, в результате чего были разрушены подпоры шахт и произошло множество обвалов, в шахтах начался пожар.
В первые дни катастрофы было спасено около 600 человек, однако группа из 13 рабочих была спасена только через двадцать дней пребывания в завалах, когда все спасательные работы были завершены ввиду «тщетности». Ещё один рабочий был найден живым четырьмя днями позже.
Катастрофа вызвала большой резонанс в Европе, французский парламент приостановил в знак траура свою работу, а на выплаты пособий вдовам и сиротам погибших в катастрофе государство выделило около 7 миллионов франков.
Катастрофа возымела и политические последствия: по Франции прошли забастовки шахтёров с требованием улучшения условий труда. Катастрофа повлекла принятие во Франции закона о еженедельном отдыхе.